# Miss Shilling's orifice

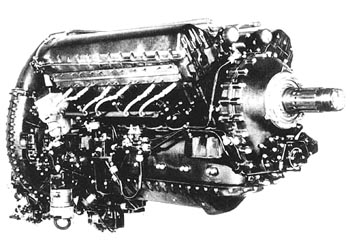
Moteur Rolls-Royce Merlin équipé à l'origine d'un carburateur direct, sujets aux coupures en raison de l'inondation de carburant en G négatif.

Le Miss Shilling's orifice était un simple dispositif technique pour parer aux coupures moteur au début de l'utilisation des avions de chasse Spitfire et Hurricane pendant la bataille d'Angleterre. Alors qu'il était officiellement appelé R.A.E. restrictor, il était plus connu sous divers noms, comme Miss Tilly's diaphragm ou le Tilly orifice en référence à son inventeur, Béatrice "Tilly" Shilling.

## Problèmes de coupures moteur

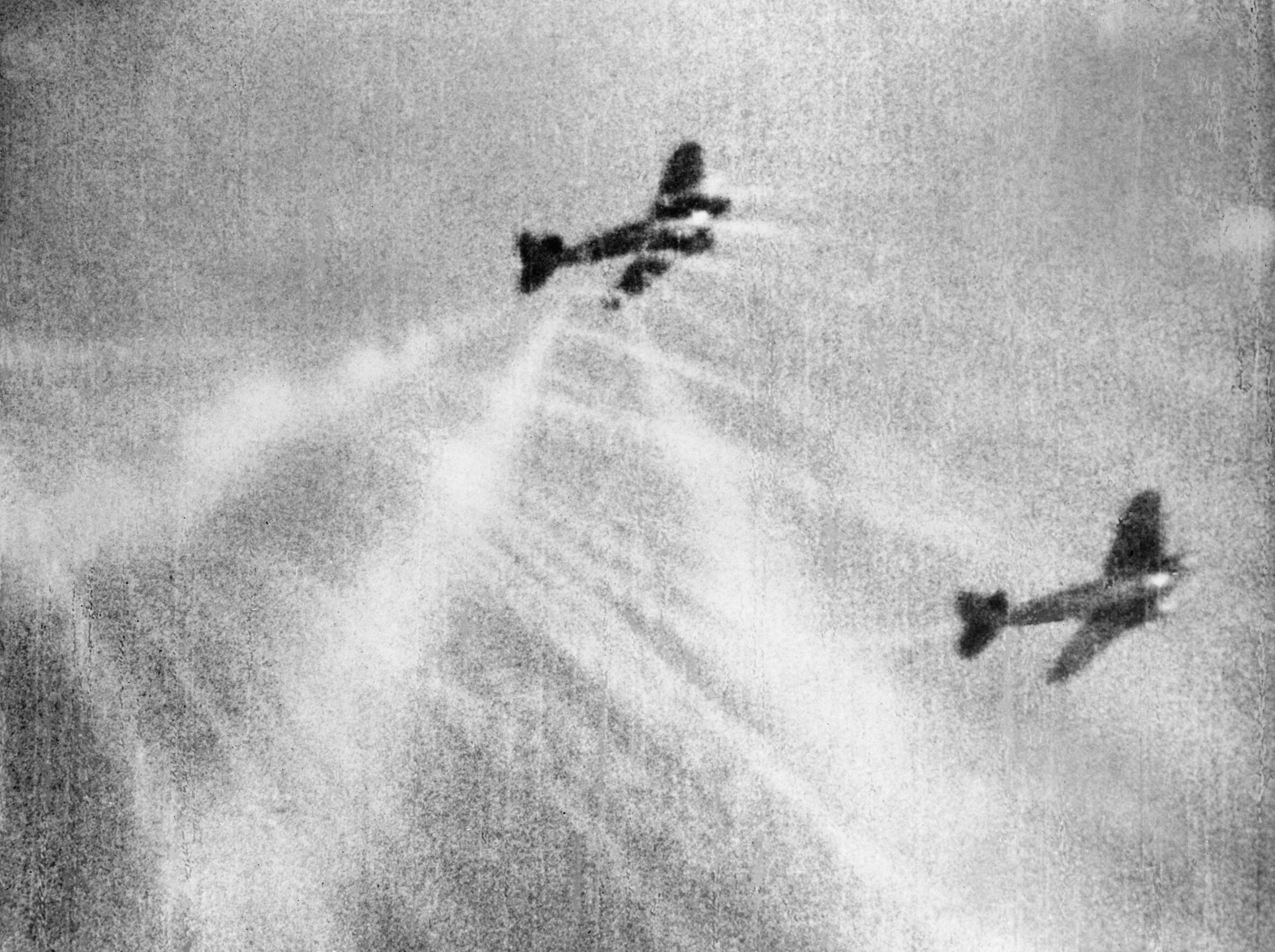
Image de la cinémitrailleuse d'un Spitfire tirant sur un bombardier He 111. Une soudaine perte de puissance causée par une légère baisse de hauteur du nez pouvait être mortelle dans une telle situation.

Les premières versions du moteur Rolls-Royce Merlin étaient équipées d'un carburateur SU. Lorsque les avions effectuaient une manœuvre en G négatif (tangage du nez vers le bas en poussant le manche vers l'avant), le carburant était repoussé vers le haut de la cuve du carburateur, plutôt que dans le gicleur, entraînant une perte de puissance. Si les G négatifs continuaient, l'essence se concentrait dans la partie supérieure de la cuve, bloquant le flotteur dans le bas de la chambre. Cela ouvrait à son tour au maximum le pointeau commandant l'entrée de carburant, noyant le carburateur et inondant le compresseur volumétrique avec un mélange trop riche, entrainant des coupures qui pouvaient arrêter complètement le moteur : un sérieux inconvénient durant un combat.
Cela pouvait permettre à l'ennemi de fuir, ou de prendre l'avantage. Pendant la bataille de France et la bataille d'Angleterre, les chasseurs allemands étaient équipés de systèmes d'injection de carburant et ne souffraient donc pas de ce problème, les pompes d'injection de carburant maintenant le carburant à une pression constante quelles que soient les manœuvres effectuées. Les pilotes allemands pouvaient exploiter cet avantage en plongeant vers l'avant tout en poussant la manette des gaz à fond. Un avion britannique était laissé sur place en essayant d'imiter la manœuvre qui avait pour conséquence la perte de puissance ou l'inondation de carburant et finalement le calage du moteur. La solution britannique consistait à faire un demi-tonneau, de sorte que l'avion n'était plus soumis qu'à des G positifs alors qu'il suivait l'avion allemand dans la plongée. Mais cette manœuvre pouvait prendre assez de temps pour permettre à l'ennemi de s'échapper.
La coupure moteur en G négatifs n'était pas un problème uniquement pour les chasseurs à moteur Merlin, car de nombreux autres avions d'avant-guerre utilisaient également des carburateurs avec chambre à flotteur. En 1942, les États-Unis récupèrent un avion japonais Mitsubishi A6M Zero, connu sous le nom Akutan Zéro. Lors des essais en vol, cet avion subit également des coupures moteur en raison du carburateur à flotteur de son moteur Nakajima Sakae. Les Américains en conçurent des tactiques qui leur donnaient l'avantage pour contrer le Zéro en combat grâce à cette découverte et aux autres résultats des tests de l'avion.

## The Tilly orifice
Les plaintes de la part des pilotes conduisirent à la recherche d'une solution. Beatrice 'Tilly' Shilling, une jeune femme ingénieure qui travaillait à la Royal Aircraft Establishment à Farnborough, trouva une solution d'une grande simplicité. Elle introduisit un simple réducteur de débit : un petit disque de métal percé d'un orifice, qui permettait de n'envoyer que la quantité de carburant nécessaire pour la puissance maximum du moteur, c'est-à-dire là puissance généralement utilisée lors des combats aériens. Le limiteur était disponible en deux versions, l'une pour une pression de 12 psi dans le collecteur et une pour des moteurs plus puissant avec une pression de 15 psi dans le collecteur.
Bien que ne résolvant pas complètement le problème, le limitateur, ainsi que les modifications apportées à l'aiguille de richesse, permettaient aux pilotes de pouvoir enfin effectuer rapidement des manœuvres en G négatif sans perte de puissance du moteur. Cette amélioration supprima l'inconvénient majeur qu'avaient les chasseurs anglais équipés de moteur Rolls-Royce Merlin à carburateurs non pressurisés en comparaison des avions allemands Messerschmitt Bf 109E, équipés de moteurs V12 inversés Daimler-Benz DB 601 à injection de carburant depuis 1937. Miss Shilling voyageait avec une petite équipe dans les bases de la RAF au début de 1941 pour le montage des réducteurs, donnant la priorité aux unités de première ligne. En mars 1941, l'appareil fut installé pour toute la RAF Fighter Command. Officiellement appelé "R.A.E. restrictor", le dispositif fut très populaire auprès des pilotes, qui affectueusement l'appelèrent le "Miss Shilling orifice" ou simplement le "Tilly orifice".
Cette solution simple et élégante n'était pourtant qu'un pis-aller, ne permettant pas un vol inversé durant une longue durée. Les problèmes ne furent finalement totalement surmontés qu'à l'introduction en 1943 des carburateurs pressurisés Bendix et plus tard Rolls-Royce.